# Alberts Riekstiņš
Fricis Alberts Riekstiņš (* 30. Januar 1907 in Riga, Russisches Kaiserreich; † 8. Dezember 2004) war ein lettischer Skilangläufer.
Alberts Riekstiņš belegte bei den Nordischen Skiweltmeisterschaften 1935 in Vysoké Tatry den 11. Platz mit der Staffel und bei den Olympischen Winterspielen 1936 in Garmisch-Partenkirchen den 67. Platz über 18 km und zusammen mit Herberts Dāboliņš, Pauls Kaņeps und Edgars Gruzītis den 13. Rang in der Staffel. Im Februar 1938 errang er bei den Nordischen Skiweltmeisterschaften in Lahti den 184. Platz über 18 km. Bei lettischen Meisterschaften siegte er jeweils zweimal über 18 km (1932, 1933), 30 km (1929, 1930), 50 km (1931, 1933) und einmal über 15 km (1930).
Er verstarb 2004 im Alter von 97 Jahren.